# Канадский гэльский диалект
Канадский гэльский диалект (гэльский Gàidhlig Chanada, A 'Ghàidhlig Chanèideanach, Gàidhlig Cheap Bhreatainnis) — диалект, производный от шотландского гэльского языка, который существовал и использовался в обиходе в основном на острове Кейп-Бретон, но также в отдельных местах на острове Новая Шотландия. В ещё меньшей степени на этом языке также говорили на близлежащем острове Принца Эдуарда (PEI), а также в среде эмигрантов шотландского происхождения, проживавших в крупных канадских городах, таких как Торонто. На пике своего развития примерно в середине 19 века гэльский был третьим по распространённости языком в Канаде после английского и французского. С тех пор его использование резко сократилось, и в настоящее время диалект практически вышел из живого обихода, хотя до сих пор изучается в ряде школ, на нём дублируются таблички в ряде мест в Новой Шотландии.
Статус как диалекта или отдельного языка является спорным; в местной лексике и произношении выработался ряд инноваций, делающих канадский гэльский диалект труднопонятным для шотландцев, говорящих по-гэльски.
По самым скромным оценкам, на канадском гэльском языке в Новой Шотландии в начале XXI века говорили от 500 до 1000 человек, в основном пожилые люди.

## Первые носители
В 1621 году король Англии и Шотландии Яков VI разрешил каперу Уильяму Александеру основать первую шотландскую колонию за границей. Группа шотландских горцев, которые все говорили на гэльском, поселилась в районе на западе Новой Шотландии, который сейчас известен как Порт-Ройал. Однако всего через год колония пришла в упадок. Все попытки спасти колонию потерпели неудачу, потому что по Соглашению Сен-Жермен-ан-Ле (1632 г.) Новая Шотландия стала французским владением.
Почти полвека спустя, в 1670 году, компании Гудзонова залива были предоставлены исключительные торговые права по всей Северной Америке, которые простирались далеко за пределы Гудзонова залива (примерно 3,9 миллиона км²). Многие торговцы были выходцами из Шотландского нагорья и принесли с собой гэльский язык на территорию Канады. Те, кто обзаводился жёнами среди местного индейского населения, передавали свой язык последующим поколениям. Результатом этой практики смешанных браков стало то, что в середине 18 века возникла довольно крупная группа метисов (потомков браков между шотландцами и индейцами), которые вели торговлю и говорили на гэльском языке.

## Поселение
Кейп-Бретон оставался французской территорией до 1758 года, хотя большая часть Новой Шотландии перешла во во владение Великобритании с 1713 года, когда форт Луисбург, включая остальную часть Новой Франции, был передан британцам после поражения французов в битве на равнинах Авраама. В 1770 году первые шотландские поселенцы высадились на островке Сент-Джонс у острова Принца Эдуарда. Многие семьи, говорящие по-гэльски, были вынуждены навсегда покинуть свою европейскую родину в ходе изгнания с шотландского нагорья (Fuadaich nan Gàidheal / шотландских огораживаний, с 1762 года). По состоянию на 1784 год остров Принца Эдуарда и Новая Шотландия говорили преимущественно на гэльском языке. По оценкам, более 50 000 гэльских поселенцев иммигрировали в Новую Шотландию (включая примыкающий к ней остров Кейп-Бретон) между 1815 и 1870 годами.

## Колония Ред-Ривер
В 1812 году Томас Дуглас, 5-й граф Селкирк, получил 300 000 квадратных километров земли для основания колонии Ред-Ривер (будущая Манитоба). С помощью своего сотрудника и друга Арчибальда Макдональда Селкирк отправил в регион более 70 шотландских поселенцев, чтобы основать там небольшую фермерскую колонию. Многие из этих поселенцев говорили на гэльском языке. Со временем поселение завязало тесные торговые контакты с множеством местных индейских племен. Результатом этого уникального языкового контакта стал так называемый банги, смешанный язык на базе гэльского и английского языков, однако с множеством заимствований из разных местных индейских языков. Однако остается спорным, был ли это полноценный развитый смешанный язык (креольский) или пиджин. В настоящее время шотландский диалект метисов исчез под влиянием доминирующей культуры франкоязычных метисов.
В 1840-х годах англиканский священник доктор Джон Блэк из Торонто был отправлен в поселение Ред-Ривер проповедовать Библию. Однако сообщество отреагировало на его присутствие с большим разочарованием, поскольку он не говорил по-гэльски. Со временем население выросло до 300 человек, но к 1860-м годам франкоговорящие метисы превзошли по численности гэльскоязычных шотландцев, и напряжённость между двумя группами в конечном итоге привела к восстанию на Ред-Ривер.

## XIX век
К 1850 году гэльский был третьим по числу носителей языком в британской Северной Америке после английского и французского. Считается, что на нем говорили более 200 000 североамериканцев британского происхождения. Большая часть ирландского иммигрантов, говорящих на гэльском языке, смешалась с населением шотландских общин, где также говорили на гэльском, не считая ирландских поселений в Ньюфаундленде. На острове Принца Эдуарда и Кейп-Бретоне были большие районы одноязычного шотландского гэльскоязычного населения. Вокруг Пикту и Антигониш на северо-востоке Новой Шотландии были общины, говорящие по-гэльски; другие общины существовали в округах (графствах) Гленгарри, Стормонт, Грей и Брюс в Онтарио; в долине Кодрой в Ньюфаундленде; в Виннипеге, Манитобе и восточном Квебеке.
В 1867 году самым распространенным родным языком среди основателей Канадской Конфедерации был гэльский. 1890 году Томас Роберт Макиннес, сенатор от Британской Колумбии, обнаружил, что 10 сенаторов говорили на шотландском и 8 — ирландском гэльском языках, кроме того, ещё 32 члена Палаты общин говорили на шотландском или ирландском гэльском языке. Его попытка использовать гэльский в официальных случаях не удалась. Однако известен прецедент, когда судебный процесс в Баддеке полностью проводился на гэльском языке При этом уже к тому времени гэльский язык среди многих носителей использовался реже, чем английский.

## Причины упадка гэльского языка
Несмотря на давнюю традицию гэльского языка в Канаде, его повседневное использование и количество говорящих на нём неуклонно сокращалось после 1850 года. Упадок был результатом предрассудков не только внутри гэльскоязычного сообщества, но и за его пределами. Кроме того, против гэльского языка решительно возражали правительство и органы образования, в то время как использование английского языка широко поощрялось.
В Великобритании на протяжении многих поколений существовали большие предубеждения против гэльского языка, поскольку носители гэльского языка в Ирландии, а также в Шотландии ошибочно ассоциировались с бедностью, отсутствием образования и культуры, пьянством, насилием, грязью, болезнями и ленью. Было широко распространено мнение, что эти люди могут стать цивилизованными только с помощью английского языка и культуры. Это мнение разделяли многие из бедных слоев сельского населения в Шотландском нагорье, которые считали изучение английского языка единственным выходом из своих экономических бедствий. Гэльский язык был только препятствием на этом пути и намеренно не передавался следующим поколениям. Статус гэльского языка на Британских островах был очень низким. Поэтому неудивительно, что это негативное отношение к языку было перенесено и в Новый Свет. Шотландско-американский журнал с издёвкой писал, что «основными подготовительными элементами для изучения гэльского языка являются следующие: „проглатывание приличного количества измельчённых орехов, развитие хронического бронхита, герметичное закупоривание ноздрей или смещение челюсти“».
Тот факт, что гэльский язык не получил официального статуса в своей родной стране, позволил канадскому правительству игнорировать опасения местных носителей. По общему мнению, язык лучше всего подходил для стихов и сказок.
С началом Второй мировой войны канадское правительство попыталось запретить гэльский язык в обиходе. Правительство считало, что гэльский язык использовался подрывниками, связанными с Ирландией. Ирландия была нейтральной страной, но поддерживала отношения с нацистской Германией и имела территориальные претензии к Великобритании. На острове Принца Эдуарда и Кейп-Бретоне, где жило большинство носителей гэльского языка, говорившие на нём школьники подвергались телесным наказаниям — детей избивали «maide-crochaidh» (вешалкой), если учитель заставал их говорящими на гэльском языке.
Возможности найти работу для тех, кто говорил только по-гэльски, были ограничены — это была в основном тяжёлая работа на шахтах или рыболовство в общинах, говорящих на гэльском языке, которых становилось всё меньше. Единственный способ добиться социального успеха в Канаде состоял в том, чтобы выучить английский язык. Родители, говорящие по-гэльски, перестали использовать язык в общении со своими детьми, что в конечном счёте привело к упадку и практическому исчезновению гэльского языка в Канаде в 20 веке.

## Носители гэльского языка в Канаде
| Год     | Число носителей |
| ------- | --------------- |
| 1850 г. | 200 000         |
| 1900 г. | 80 000          |
| 1930 г. | 30 000          |
| 2000 г. | 500-1000        |

Отдельные группы пожилых носителей языка сохранились на Кейп-Бретоне, в посёлках Крисмас-Айленд, Норт-Шор и Баддек. В этих местах многие таблички с географическими названиями продублированы по-гэльски.

## Места в Канаде с канадскими гэльскими названиями

### Места на острове Кейп-Бретон(Eilean Cheap Breatainn)
- Broad Cove: An Caolas Leathann
- Glendale: Bràigh na h-Aibhneadh
- Inverness: Baile Inbhir Nis or An Sithean
- Judique: Siùdaig
- Mabou: Màbu or An Drochaid
- Southwest Margaree: Bràigh na h-Aibhne
- Whycocomagh: Hogamah
- Baddeck: Badaig
- Iona: Sanndraigh
- The North Shore: An Cladach a Tuath
- St. Ann’s: Baile Anna
- Christmas Island: Eilean na Nollaig
- Big Beach: An Tràigh Mhòr
- Grand Mira: A' Mhira Mhòr
- Big Pond: Am Pòn Mòr
- Loch Lomond: Loch Laomainn
- Marion Bridge: Drochaid Mhira
- Sydney: Baile Shidni
- Grand River: Abhainn Mhòr
- Port Hastings: Còbh a' Phlàstair
- Port Hawkesbury: Baile a' Chlamhain or An Gut

### ДостопримечательностиНовой Шотландии(Tìr Mór na h-Albann Nuaidh)
- Antigonish Am Baile Mòr
- Arisaig Àrasaig
- Giant’s Lake: Loch an Fhamhair
- Halifax Halafacs
- New Glasgow Am Baile Beag oder Glaschu Nuadh

### В других частях Канады
- Glengarry County, Ontario Siorrachd Gleanna Garadh
- Bruce County, Ontario Siorramachd Bhruis
- Nova Scotia Alba Nuadh or Alba Ùr
- Neufundland und Labrador Talamh an Èisg or Eilein a' Trosg
- Prince Edward Island: Eilean Eòin or An t-Eilean Dearg; Eilean a' Phrionnsa
- Lewes, Prince Edward Island An Tuirc
- Calgary, Alberta Calgarraidh
- Stornoway, Quebec Steòrnabhagh